# Neuromyelitis optica
Devicova choroba známá také jako Devicův syndrom či neuromyelitis optica (NMO) je autoimunitní zánětlivé onemocnění, při kterém lidský imunitní systém napadá optické nervy a míchu. Následkem toho dochází k zánětu optického nervu (optická neuritida) a míchy (myelitida). Ačkoliv zánět může rovněž poškodit i mozek, léze u Devicovy choroby jsou odlišné od těch, pozorovaných při roztroušené skleróze. Míšní léze mohou způsobovat různý stupeň slabosti či ochrnutí horních a dolních končetin, ztrátu vjemů (včetně slepoty a/nebo dysfunkci močového měchýře a střev.
Devicova choroba je vzácné onemocnění, které se v mnoha ohledech podobá roztroušené skleróze (RS); pro dosažení optimálních výsledků však vyžaduje odlišný způsob léčby. Bylo také navrženo, že Devicova choroba může být variací akutní diseminované encefalomyelitidy. U některých pacientů došlo k identifikování pravděpodobného cíle autoimunitního útoku. Cílem byla bílkovina buněk nervové soustavy známý jako aquaporin 4.
Pojmenována byla po francouzském neurologovi Eugène Devicovi.